# Ruda-Huta
Ruda-Huta is een dorp in het Poolse woiwodschap Lublin, in het district Chełmski. De plaats maakt deel uit van de gemeente Ruda-Huta en telt 1100 inwoners.